# Train (banda)
Train é uma banda de rock norte-americana de São Francisco, Califórnia, formada em 1994. A banda atualmente é composta pela dupla Patrick Monahan (vocal) e Jimmy Stafford (guitarra e vocal de apoio), apoiados por Jerry Becker (guitarra base e piano), Hector Maldonado (baixo) e Drew Shoals (bateria e percussão).
Train, cuja formação original contava com Rob Hotchkiss, Charlie Colin e Scott Underwood, assim como Monahan e Stafford, alcançou o sucesso com seu álbum de estreia auto-intitulado, que foi lançado em 1998 com o hit "Meet Virginia". O segundo álbum, Drops of Jupiter (2001) deu a banda ainda mais popularidade. O single "Drops of Jupiter (Tell Me)", se tornou um hit internacional e venceu dois Grammys em 2002. O álbum recebeu duas certificações de platina nos Estados Unidos e no Canadá e continua como o álbum mais bem sucedido comercialmente lançado pela banda.
O terceiro álbum de estúdio do grupo, My Private Nation, lançado em 2003, repetiu o sucesso dos outros CDs e foi certificado platina nos Estados Unidos com a canção hit "Calling All Angels". Depois da saída de Hotchkiss e Colin, o Train lançou seu quarto álbum, For Me, It's You em 2006, com Johnny Colt no baixo e Brandon Bush no teclado. Apesar de ter sido bem recebido pelos críticos, o disco não foi um grande sucesso comercial. Eles então entraram em hiatus por três anos.
Retornando à ativa em 2009 com o álbum Save Me, San Francisco, Train retornou ao sucesso de outrora lançando três singles de enorme de sucesso internacional - o single seis vezes multi-Platinado pela RIAA, "Hey, Soul Sister", e as canções "If It's Love" e "Marry Me". O álbum também foi certificado como disco de ouro nos Estados Unidos depois de vender mais de 500 mil cópias naquele país. Este CD também foi um sucesso comercial no Reino Unido, na Austrália e na Nova Zelândia.
Em 2012, a banda lançou seu sexto álbum de estúdio, o California 37. A canção "Drive By" se tornou o primeiro single deste disco e foi um enorme sucesso comercial. Em 2014, o grupo lançou o seu sétimo trabalho, Bulletproof Picasso, gravado sem a presença do baterista Scott Underwood. Em 2017, a banda lançou mais um disco, intitulado A Girl, a Bottle, a Boat.
Até meados de 2014, o Train já havia vendido mais de 10 milhões de cópias de seus álbuns pelo mundo e mais de 30 milhões de downloads legalizados de suas músicas também já haviam sido feitos.

## Discografia
- Train (1998)
- Drops of Jupiter (2001)
- My Private Nation (2003)
- For Me, It's You (2006)
- Save Me, San Francisco (2009)
- California 37 (2012)
- Bulletproof Picasso (2014)
- A Girl, a Bottle, a Boat (2017)
- AM Gold (2022)